# 국석
국석(國石)은 나라를 상징하는 돌을 말한다. 나라돌이라 부르기도 한다.
해당국의 국석은 대부분 그 돌이 해당 국가의 지역에서 고급 품질로 생산되어, 해당 국가가 그 돌로 유명한 경우에 채택된다. 그러나, 해당 국가에서 오랫동안 사용되었던 장식품인 경우도 나라의 상징이 되기도 한다. 한 국가에서 고급 품질로 생산되어 국석으로 취급받는 경우는, 대한민국의 자수정 (언양 자수정)이, 콜롬비아의 에메랄드가 있다. 한 국가에서 오랫동안 장식품이나 장신구의 재료로 사용되어 국석으로 채택된 경우로 가장 대표적인 나라는 비취로 유명한 중국이 있다.

## 나라별 국석
| 돌          | 사진 | 사용하는 국가                        | 상징 유래 / 비고 |
| ----------- | ---- | ------------------------------------ | --- |
| 감람석      |      | 이집트                               | - 이집트: |
| 금록석      |      | 스리랑카                             | - 스리랑카: |
| 다이아몬드  |      | 네덜란드 영국                        | - 네덜란드: - 영국: |
| 루비        |      | 미얀마                               | - 미얀마: |
| 마노        |      | 덴마크 파나마                        | - 덴마크: - 파나마: |
| 비취        |      | 뉴질랜드 스웨덴 일본 중국            | - 뉴질랜드: - 스웨덴: - 일본: - 중국: 역사적으로 오래 전부터 중국의 여러 장식품들의 자재로 사용되었던 돌이다.                                             |
| 사파이어    |      | 그리스                               | - 그리스: |
| 산호        |      | 모로코 알제리 이탈리아               | - 모로코: - 알제리: - 이탈리아: |
| 석류석      |      | 러시아 체코                          | - 러시아: - 체코: |
| 석영        |      | 벨기에 스위스                        | - 벨기에: - 스위스: |
| 오팔        |      | 오스트리아 헝가리 호주               | - 오스트리아: - 헝가리: - 호주: |
| 에메랄드    |      | 미국 스페인 콜롬비아 페루            | - 미국: - 스페인: - 콜롬비아: 콜롬비아는 페루와 함께 에메랄드 생산지로 유명한 나라이다. - 페루: 페루는 콜롬비아와 함께 에메랄드 생산지로 유명한 나라이다. |
| 자수정      |      | 대한민국 우루과이                    | - 대한민국: 언양 자수정이 유명하다. - 우루과이: |
| 진주        |      | 아랍에미리트 인도 태국 프랑스 필리핀 | - 아랍에미리트: - 인도: - 태국: - 프랑스: - 필리핀: 마닐라의 별명이 "서양의 진주"다.                                                                      |
| 청금석      |      | 볼리비아 우즈베키스탄 칠레           | - 볼리비아: - 우즈베키스탄: - 칠레: |
| 청주석      |      | 마다가스카르                         | - 마다가스카르: |
| 터키옥      |      | 이란 튀르키예                        | - 이란: 세계 터키옥 생산지 중 하나이다. - 튀르키예: 세계 터키옥 생산지 중 하나이며, 터키석이라는 이름 역시 튀르키예에서 유래했다.                         |
| 호박 (화석) |      | 독일 루마니아                        | - 독일: - 루마니아: |
| 홍옥수      |      | 노르웨이                             | - 노르웨이: |